# 國際商業信貸銀行
國際商業信貸銀行（簡稱國商信銀、國商銀行，縮寫：BCCI）是一間於盧森堡註冊的銀行。成立於1972年，總部設於倫敦，並在中國的深圳等地擁有大量業務。國商銀行於1991年倒闭，在倒闭前，其在全球65個國家和地區設有超過350個辦事處。

## 聲譽受損與倒閉
國商銀行由巴基斯坦人Agha Hasan Abedi於1972年在卡拉奇創立，同年在英国伦敦開業。1988至1990年，因美国佛罗里达分行涉嫌為販毒集團處理贓款，聲譽受損，此次事件成為该銀行3年後倒閉的導火線。
1991年，英倫銀行在例行調查時發現，國商银行於1990年嚴重虧損，但未向外公佈。随後英倫銀行認為事態嚴重，經與國商银行的子公司註冊地——盧森堡和開曼群島的金融機構討論下，三方一致同意接管該行。
1991年7月5日，英倫銀行正式宣佈接管国商银行後，全球各地的金融管理機構均勒令該行在當地停業。幾日後，该行的全球業務均相繼停止。隨後經調查，該行被發現涉及一連串如洗黑錢、替恐怖份子及獨裁政權（包括巴拿馬軍政府首領諾列加在內人等）輸送資金等不法行為。同時其貸款部門并未作有效審查，導致無法收回貸款，為吸取資金補償壞賬又以高息存款吸引存戶，以及向其他銀行借貸，均是该行倒閉原因。
同月29日及8月10日，兩位調查報導有關事件的記者突然「猝死」，但死因未明。其中，死於危地馬拉的，是一位原籍馬來西亞的華裔吳姓記者，據說他當時正在追查國商在當地的一大新聞；另一位在西維吉尼亞州出事的美國記者卡索拉若，據說也正在追查國商內幕。
國商銀行的倒閉，在20世紀末的國際金融界引起極大反應，被視為「世界金融史上最大的醜聞」。值得一提的是，國商五度有意進軍新加坡，但監管當局均拒絕有關申請，認為其作風不穩健。

## 香港業務
國商銀行在 1973 年便在香港開設分行，1979年更收購香港京華銀行而成為本港註冊銀行，至清盤前，國商銀行在香港共設立25个分行。股本7.4億港元，資產138.5億港元，存款70億港元。
國商銀行在香港的最後總部位於力寶中心内一層，國商清盤后，曾為力寶屬下香港華人銀行總部所在，后隨華銀被收購而成為中信銀行（國際）力寶中心分行。

#### 香港國商倒閉及影響
1991年7月5日晚，香港的銀監專員發表聲明指，香港的國商銀行財政狀況健全（後於1999年證明其言屬實），國商集團的問題發生在香港以外，與香港的國商銀行無關，但事件隨即出現轉變。7月6日，當時的香港銀行業監理處（香港金融管理局前身）發現國商在1988至90年間出現有問題貸款，國商銀行大股東阿布扎比政府拒絕向香港國商注資。7月7日晚上，銀行業監理處宣布，政府已指令香港國商次日凌晨暫停營業，随後，當時的財政司翟克誠更表示，政府不會動用外匯基金挽救銀行，因國商已經於1988至1990年證實出現財務問題，且政府不為國商的無紀錄負債提供擔保，最終導致國商於7月17日清盤。
受事件影響，當時港基銀行（富邦銀行（香港）前身）和道亨銀行（星展銀行（香港）前身）也出現擠提，甚至連萬國寶通銀行和渣打銀行都受到波及，但得到當時署理金融司任志剛安排動用外匯基金幫助。不過，國際商業信貸銀行卻沒有受到同等幫助（因國商並非如港基和道亨在香港註冊），又只願意讓存戶先取回25%存款，引起不少存戶不滿。宣佈清盤后當日有存戶在中環德輔道中與花園道交界希爾頓酒店（現址為長江集團中心）馬路上靜坐抗議，导致交通停滯，結果5名存戶被警方帶走。
1991年11月，香港華人銀行（中信銀行（國際）前身）同意收購香港國商銀行全部股份。
1999年底，香港國商銀行正式發放所有清盤後利息，香港存戶最終全數取回100%存款，國商正式在香港劃上句號。
时至今日，國商的名字仍然留在九龍西尖沙咀加拿分道一幢大廈，名為國際商業信貸銀行大廈（前稱京華銀行大廈）。此事件唯一的正面影響，就是有關事件引發存款保障計劃的討論，但该讨论直到2006年才落實。